# Ryan Tannehill
Ryan Timothy Tannehill III (nascido em 27 de julho de 1988) é um jogador profissional de futebol americano que joga como quarterback na National Football League (NFL).
Ele jogou futebol americano universitário no Texas A&M University e ele foi selecionado pelos Miami Dolphins na oitava seleção geral do Draft de 2012. Também atuou por quatro anos no Tennessee Titans.

## Primeiros anos
Tannehill nasceu em Lubbock, Texas, mas cresceu em Big Spring, Texas. Ele freqüentou a Big Spring High School, onde jogou futebol americano, basquete e atletismo. 
Ele jogou 10 jogos como defensive back em sua segunda temporada. Em seu terceiro ano, ele passou para 2.510 jardas e correu para 922 jardas jogando como quarterback. Ele levou sua equipe para os playoffs em seu último ano, passando para 5.258 jardas e correndo para outras 617 jardas. Ryan Tannehill saiu do ensino médio como um recruta de 3 estrelas de acordo com a Rivals.com.
No atletismo, Tannehill competiu nos eventos de saltos e obstáculos. No Campeonato do Distrito 4-4A de 2006, ele ficou em terceiro lugar nos 300m com barreiras (41,24s) e conquistou o segundo lugar no salto triplo (13,19m).

## Carreira na faculdade

### Temporada de 2007
Tannehill não jogou em sua primeira temporada (2007) em Texas A&M University.

### Temporada de 2008
Antes da segunda temporada de Tannehill, Mike Sherman assumiu como treinador principal. Nos treinos de verão, Tannehill competiu com Stephen McGee e Jerome Johnson pela posição de titular como quarterback. Ele terminou em terceiro na competição, atrás de Johnson e McGee. O treinador Sherman moveu Tannehill para ser um dos wide receiver.
Em seu quinto jogo, ele teve um recorde de 210 jardas em 12 recepções. Depois de suas seis recepções para 78 jardas no jogo contra Iowa State, ele quebrou os recordes de calouro de recepções e jardas recebidas. Tannehill terminou sua temporada de novato com 844 jardas, faltando apenas 11 jardas para quebrar o recorde de Robert Ferguson em 2000. Ele tentou apenas um passe como quarterback durante toda a temporada.
Tannehill expressou seu desejo de se tornar o quarterback titular: "Eu ainda quero ser o quarterback aqui em Texas e espero que seja assim. Mas se as coisas não acontecerem e o treinador achar que posso ajudar mais como receptor, então acho que estou bem com isso."

### Temporada de 2009
Durante as férias de 2009, Tannehill e Jerrod Johnson competiram pela posição de quarterback titular; a competição foi ganha por Johnson.
Tannehill terminou a temporada de 2009 sendo o líder da equipe com 46 recepções para 609 jardas e quatro touchdowns. Cerca de 80% de suas 46 recepções foram para primeiros downs ou touchdowns. Ele ganhou Menção Honrosa da All-Big 12 por seu desempenho. Ele só teve oito snaps como quarterback na temporada inteira.

### Temporada de 2010
Tannehill continuou a jogar como wide receiver durante os primeiros seis jogos da temporada de 2010. Ao longo desses seis jogos, ele teve 11 recepções para 143 jardas. Ele tentou 4 passes durante os primeiro jogos da temporada.
Ele jogou como quarterback durante o jogo contra Kansas, dividindo o tempo com Jerter Johnson. Tannehill terminou com 12 passes para 155 jardas e três touchdowns. Em seu primeiro jogo como titular como quarterback, Tannehill levou os Aggies a uma vitória por 45-27 sobre Texas Tech. Ele estabeleceu o recorde escolar com suas 449 jardas. Ele também fez um quick kick de 33 jardas, seu primeiro chute da carreira.
Tannehill foi o quarterback reserva em uma vitória sobre Oklahoma. Ele ajudou a equipe a se manter no top 25 nas vitórias sobre Baylor e Nebraska. Durante o jogo de Nebraska, ele teve que fazer dois punts pois o titular se machucou. Ele e sua equipe derrotaram Texas no último jogo da temporada regular. Tannehill foi reconhecido com Menções Honrosas da All-Big 12.

### Temporada de 2011

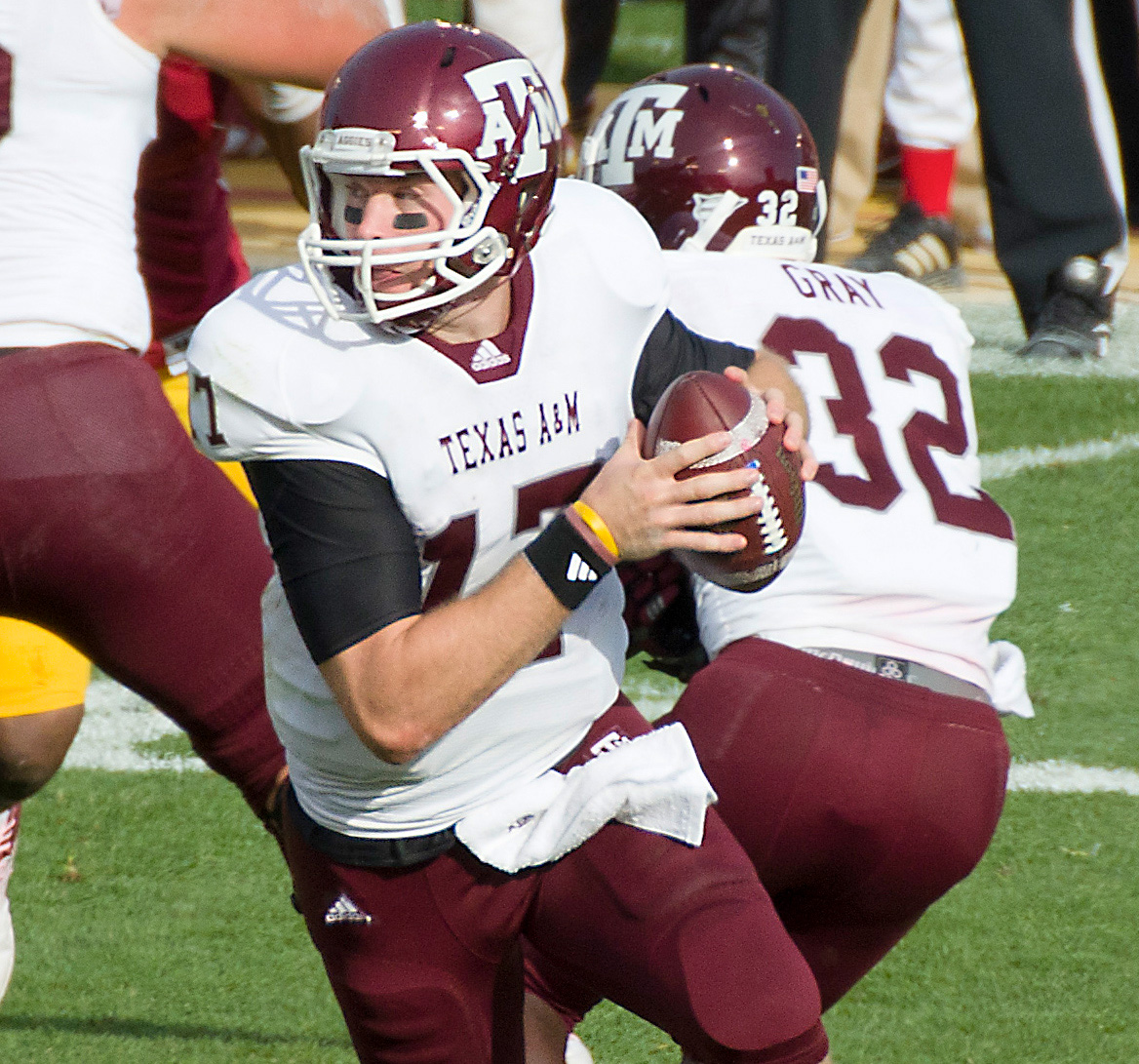
Tannehill vs Iowa, em 2011

Em 2011, Tannehill foi titular em todos os 13 jogos (incluindo a final) e também foi o capitão da equipe. Ele jogou para 3.744 jardas e 29 touchdowns, com 15 interceptações. Ele completou 61,6% de seus passes e teve um rating de 133,2. Ele também correu para 3 touchdowns. Tannehill perdeu o último jogo da temporada regular para a Universidade do Texas no Dia de ação de Graças.
Tannehill concluiu sua carreira em Texas A&M com um total de 5.450 jardas como 42 touchdowns e 21 interceptações.

### Estatísticas da faculdade
| Ano   | Passando | Passando | Passando | Passando | Passando | Passando | Passando | Passando | Passando | Correndo | Correndo | Correndo | Correndo | Recebendo | Recebendo | Recebendo | Recebendo |
| Ano   | JD       | JT       | Rating   | Comp     | Ten      | Pct      | Jardas   | TD       | Int      | Ten      | Jds      | Média    | TD       | Rec       | Jds       | Média     | TD        |
| ----- | -------- | -------- | -------- | -------- | -------- | -------- | -------- | -------- | -------- | -------- | -------- | -------- | -------- | --------- | --------- | --------- | --------- |
| 2008  | 1        | 0        | 167,2    | 1        | 1        | 100%     | 8        | 0        | 0        | 2        | -8       | -4,0     | 0        | 55        | 844       | 15,3      | 5         |
| 2009  | 2        | 0        | 113,0    | 4        | 8        | 50%      | 60       | 0        | 0        | 4        | -5       | -1,3     | 0        | 46        | 609       | 13,2      | 4         |
| 2010  | 8        | 7        | 137      | 152      | 234      | 65%      | 1 638    | 13       | 6        | 51       | 76       | 1,5      | 1        | 11        | 143       | 13,0      | 1         |
| 2011  | 13       | 13       | 133,2    | 327      | 531      | 61,6%    | 3 744    | 29       | 15       | 58       | 306      | 5,3      | 4        | 0         | 0         | 0         | 0         |
| Total | 24       | 20       | 134      | 484      | 774      | 62,53%   | 5 450    | 42       | 21       | 115      | 369      | 3,21     | 5        | 112       | 1 596     | 13,8      | 10        |

Fonte:

## Carreira Profissional
"Eu o classifico como o 19º melhor jogador do draft, o que indica que eu não acho que ele esteja pronto para ser um grande contribuidor este ano. Eu assisti todos os lançamentos que ele fez este ano, todas as rotas foram fenomenais; mas quando ele ficou em apuros foi quando ele teve interceptações ".

—Mike Mayock, Analista da NFL Network
Tannehill correu 40 jardas em 4,58 segundos em seu Pro Day. Ele foi considerado o terceiro maior prospecto de quarterback na classe de 2012, atrás de Andrew Luck e Robert Griffin III.

### Temporada de 2012

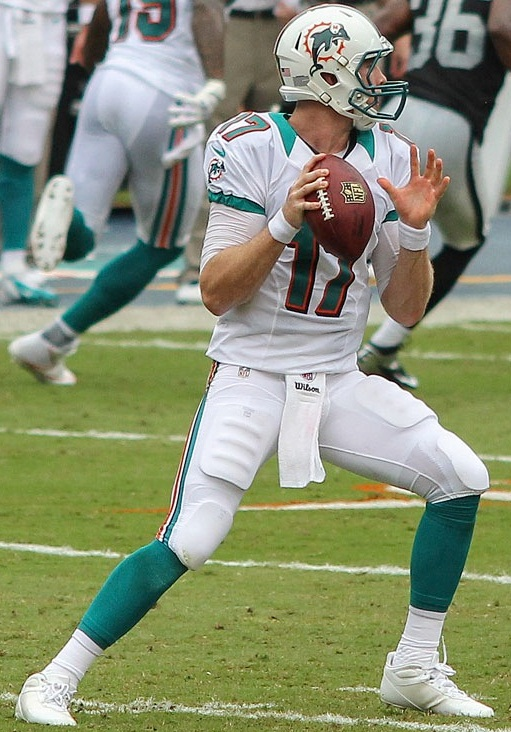
Tannehill com os Dolphins em 2012.

No Draft de 2012, o Miami Dolphins selecionou Tannehill como a oitava escolha geral. Ele foi o primeiro quarterback selecionado pelos Dolphins na primeira rodada desde que Dan Marino foi o 27º no geral no Draft de 1983. Ele se tornou o 17º quarterback titular dos Dolphins desde Marino e apenas o terceiro quarterback na primeira rodada na história da franquia, após Bob Griese e Marino. Em 28 de julho de 2012, Tannehill assinou um contrato de quatro anos com os Dolphins no valor de cerca de U$12.688 milhões de euros, com um 5º ano opcional.
Em 20 de agosto de 2012, Tannehill foi nomeado o quarterback titular na abertura da temporada contra o Houston Texans. Ele terminou com 219 jardas, zero touchdowns e três interceptações na derrota por 30-10. Duas de suas três interceptações foram foram bolas desviadas na linha de scrimmage pelo defensive end J. J. Watt. Em resposta ao desempenho de Tannehill, o treinador do Dolphins, Joe Philbin, afirmou: "Nós (também) temos que fazer um trabalho melhor na proteção (de passe), e às vezes os receptores têm que proteger o lançamento do quarterback. Então eu diria, como é geralmente o caso, há um pouco de culpabilidade em todos os sentidos ".
Na semana 2, Tannehill melhorou em uma vitória por 35-13 sobre o Oakland Raiders, ele teve 200 jardas, com um touchdown e zero interceptações, além de 14 jardas terrestres em uma corrida. No final da semana 3, Tannehill tinha completado menos de 53% de seus passes e também teve apenas 1 touchdown a quatro interceptações.
Na semana 4 contra o Arizona Cardinals, Tannehill teve 431 jardas, superando o recorde de mais jardas por um quarterback novato, definido por Dan Marino em 1983. A marca de Tannehill ficou a 1 jarda do recorde de jardas por um quarterback novato, definida por Cam Newton do Carolina Panthers em 2011. Ele teve 1 touchdown e 2 interceptações na derrota por 24-21 para os Cardinals.
Na semana 16, Tannehill estabeleceu o recorde da franquia para a corrida mais longa feita por um quarterback, com uma corrida de 31 jardas em uma única corrida. O recorde anterior foi estabelecido por Pat White, que teve uma corrida de 30 jardas durante a temporada de 2009. Durante a semana 16 contra o Buffalo Bills, Tannehill também se tornou o quinto quarterback na história da equipe a superar 3.000 jardas em uma temporada.
Tannehill quebrou os recordes de quarterback novato em jardas, tentativas e conclusões.

### Temporada de 2013

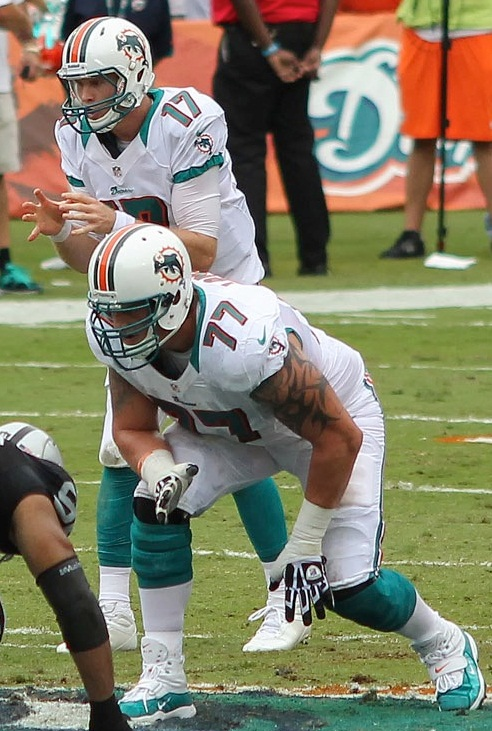
Tannehill e Jake Long

Na semana 1, Tannehill começou sua segunda temporada como titular contra o Cleveland Browns. Ele teve 24 passes para 272 jardas com um touchdown, uma interceptação e foi sacado 4 vezes na vitória por 23-10. Na semana 2, eles viajaram para Indianápolis para enfrentar um ataque liderado por Andrew Luck, também um QB de segundo ano. Tannehill teve 23 passes para 319 jardas com um touchdown, mas ele foi sacado cinco vezes e perdeu um fumble na vitória por 24-20. Na semana 3, contra o Atlanta Falcons, ele teve 24 passes para 236 jardas com 2 touchdowns, uma interceptação, foi sacado 5 vezes e perdeu um fumble na vitória por 27-23. Ele liderou sua equipe para um 3-0 pela primeira vez desde 2002. Na semana 4, o jovem QB enfrentou o New Orleans Saints e fez 22 passes para 249 jardas e um touchdown, mas também cometeu 4 turnovers quando foi interceptado 3 vezes e perdeu um fumble, ele também foi sacado 4 vezes na derrota por 38-17.
Na semana 5, contra o Baltimore Ravens, os Dolphins não conseguiu segurar depois de liderar por 13-6 no intervalo. Tannehill teve 21 passes para 307 jardas e um touchdown, além de ser sacado 6 vezes na derrota por 26-23. Na semana 7, Tannehill teve 19 passes para 194 jardas e 3 touchdown, 2 interceptações e perdeu um fumble, além de ter sido sacado duas vezes na derrota em casa por 23-21 para o Buffalo Bills. Na semana 8, contra o New England Patriots, ele teve 22 passes para 192 jardas com 2 touchdowns, 2 interceptações, perdendo um fumble e sendo sacado 6 vezes na derrota por 27-17. Na semana 9, contra o Cincinnati Bengals, Tannehill teve 20 passes para 208 jardas com um touchdown apesar de ter sido sacado 6 vezes na vitória por 22-20 na prorrogação.
Na semana 10, contra o Tampa Bay Buccaneers, Tannehill teve 27 passes para 229 jardas com 2 touchdowns, uma interceptação e dois sacks na derrota por 22-19. Na semana 11, contra o San Diego Chargers, Tannehill completou 22 passes para 268 jardas, com um touchdown e uma interceptação em uma vitória por 20-16, apesar de ter sido sacado 4 vezes. Na semana 12, em uma derrota por 30-16 para o Carolina Panthers, Tannehill conseguiu seu primeiro de dois jogos consecutivos de 300 jardas, completando 28 passes para 310 jardas. Na semana 13, contra o New York Jets, Tannehill passou da marca de 300 jardas pela segunda semana consecutiva, com 331 jardas, acertando 28 passes, com 2 touchdowns, uma interceptação e um sack para alcançar a vitória por 23-3.
Na semana 14, contra o Pittsburgh Steelers, Tannehill completou 20 passes com 3 touchdowns, uma interceptação e 2 sacks em uma vitória por 34-28. Na semana 15, contra o New England Patriots, Tannehill teve seu melhor jogo do ano, acertando 25 passes para 312 jardas com 3 touchdowns e sem interceptações. Ele foi sacado 4 vezes na vitória por 24-20. Na semana 16, contra o Buffalo Bills, Tannehill seguiu seu melhor jogo com um desempenho medíocre, acertando 10 passes para insignificantes 82 jardas. Ele foi sacado 7 vezes na derrota por 19-0. Na semana 17, contra o New York Jets, Tannehill teve 20 passes para 204 jardas, um touchdown, 3 intercepções e 0 sacks na derrota por 20-7. Este foi o único jogo da temporada regular em que Tannehill não foi sacado.

### Temporada de 2014

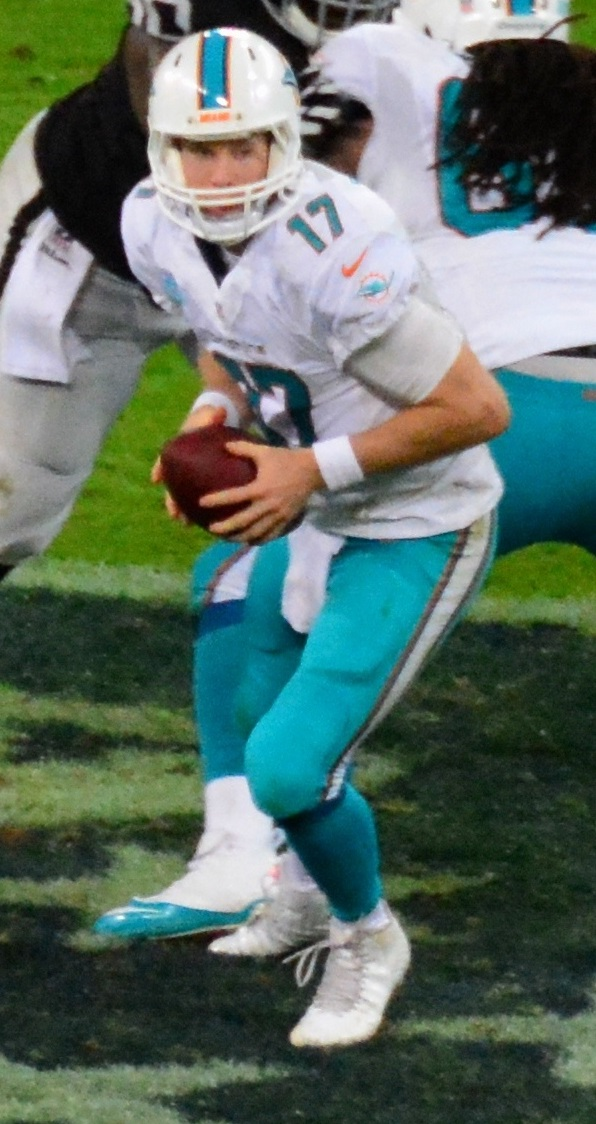
Tannehill em 2014

Mike Sherman foi o coordenador ofensivo dos Dolphins nas duas primeiras temporadas de Tannehill e foi o técnico principal de Texas A&M quando Tannehill jogou lá. No entanto, durante as férias de 2014, os Dolphins contrataram um novo coordenador ofensivo, Bill Lazor, dando a Tannehill uma nova cartilha para aprender pela primeira vez desde o colegial.
Na abertura da temporada contra o New England Patriots, Tannehill teve 178 jardas de passes, dois touchdowns e uma interceptação na vitória por 33-20. Após a vitória sobre os Patriots, os Dolphins tiveram uma campanha de 6–7 durante os próximos 13 jogos.
No penúltimo jogo da temporada regular contra o Minnesota Vikings, Tannehill teve 396 jardas, quatro touchdowns e uma interceptação na vitória por 37-35. Os Dolphins perderam o último jogo da temporada regular para o New York Jets e terminaram com uma campanha de 8-8 e não foram para os playoffs.

### Temporada de 2015
Em 18 de maio de 2015, Tannehill assinou uma prorrogação de contrato até 2020 no valor de US $ 96 milhões com os Dolphins.
Em uma vitória em 25 de outubro de 2015 sobre o Houston Texans, Tannehill se tornou o 64º quarterback na história da NFL a ter o rating perfeito de 158,3. No mesmo jogo, Tannehill estabeleceu o recorde de todos os tempos da NFL para passes completados consecutivos com 25, completando seus primeiros 18 passes do jogo e os 7 finais de seu jogo anterior.
Tannehill então começou uma má fase: durante um jogo no Thursday Night Football ele teve 2 interceptações e 0 touchdowns em uma derrota por 36-7 para o New England Patriots, e em três jogos consecutivos contra os Patriots, Bills e Eagles, ele teve um fumble na end zone que se transformou em um safety.
Em 6 de dezembro, Tannehill tornou-se o quarto quarterback da história da NFL ater mais de 3.000 jardas em cada uma de suas quatro primeiras temporadas.
Em 15 de dezembro, Tannehill jogou para 236 jardas e um touchdown na derrota por 31-24 para o New York Giants no Monday Night Football. A derrota eliminou os Dolphins da disputa pelos playoff pelo sétimo ano consecutivo.
No geral, na temporada de 2015, os Dolphins terminaram com uma campanha de 6-10 e Tannehill terminou com 4.208 jardas, 24 touchdowns e 12 interceptações.

### Temporada de 2016
Em 2016, após um início de 1-4, os Dolphins venceram seis jogos seguidos e terminaram a temporada com uma campanhae de 10-6. Tannehill foi titular em 13 jogos, faltando três jogos devido a lesão. Com a vitória da semana 16 sobre os Bills, os Dolphins conquistaram um recorde de vitórias e uma vaga nos playoff pela primeira vez desde 2008.
Tannehill terminou a temporada com uma porcentagem de conclusão de 67,1, 2.995 jardas, 19 touchdowns e 12 interceptações.

### Temporada de 2017
Em 3 de agosto de 2017, Tannehill sofreu uma lesão na perna esquerda no primeiro treino. Depois de mancar para fora do campo, foi relatado que a equipe temia que ele teria que fazer uma cirurgia que decretaria o final de sua temporada. Em 6 de agosto, a equipe contratou o quarterback recém-aposentado Jay Cutler para atuar como substituto de Tannehill. Em 11 de agosto, Tannehill concordou em fazer uma cirurgia para reparar o ligamento cruzado anterior mantendo-o oficialmente fora da temporada de 2017.

### Temporada de 2018
Em 1 de março de 2018, o treinador Adam Gase anunciou que Tannehill continuaria sendo o quarterback titular dos Dolphins.
No seu retorno da lesão, Tannehill terminou com 230 jardas, 2 touchdowns e 2 interceptações, com os Dolphins ganhando por 27–20 dos Titans. Na semana 3, Tannehill registrou um rating de 155,3 e teve 289 jardas e três touchdowns na vitória por 28-20 sobre o Oakland Raiders.
Tannehill ficou inativo durante o jogo da semana 6 contra o Chicago Bears devido a uma lesão no ombro.

### Temporada de 2019
Em 15 de março de 2019, os Dolphins trocaram Tannehill e uma escolha de sexta rodada no draft de 2019 com o Tennessee Titans em troca de uma escolha de quarta rodada no draft de 2020 e uma de sexta rodada no draft de 2019.

### Estatísticas Profissional
| Ano   | Team  | Jogos                    | Jogos                    | Passando                 | Passando                 | Passando                 | Passando                 | Passando                 | Passando                 | Passando                 | Passando                 | Correndo                 | Correndo                 | Correndo                 | Correndo                 |
| Ano   | Team  | JD                       | JT                       | Comp                     | Ten                      | Pct                      | Jardas                   | Média                    | TD                       | Int                      | Rtg                      | Ten                      | Jardas                   | Média                    | TD                       |
| ----- | ----- | ------------------------ | ------------------------ | ------------------------ | ------------------------ | ------------------------ | ------------------------ | ------------------------ | ------------------------ | ------------------------ | ------------------------ | ------------------------ | ------------------------ | ------------------------ | ------------------------ |
| 2012  | MIA   | 16                       | 16                       | 282                      | 484                      | 58,3%                    | 3 294                    | 6,8                      | 12                       | 13                       | 76,1                     | 49                       | 211                      | 4,3                      | 2                        |
| 2013  | MIA   | 16                       | 16                       | 355                      | 588                      | 60,4%                    | 3 913                    | 6,7                      | 24                       | 17                       | 81,7                     | 40                       | 238                      | 6,0                      | 1                        |
| 2014  | MIA   | 16                       | 16                       | 392                      | 590                      | 66,4%                    | 4 045                    | 6,9                      | 27                       | 12                       | 92,8                     | 56                       | 311                      | 5,6                      | 1                        |
| 2015  | MIA   | 16                       | 16                       | 363                      | 586                      | 61,9%                    | 4 208                    | 7,2                      | 24                       | 12                       | 88,7                     | 32                       | 141                      | 4,4                      | 1                        |
| 2016  | MIA   | 13                       | 13                       | 261                      | 389                      | 67,1%                    | 2 995                    | 7,7                      | 19                       | 12                       | 93,5                     | 39                       | 164                      | 4,2                      | 1                        |
| 2017  | MIA   | Não jogou devido a lesão | Não jogou devido a lesão | Não jogou devido a lesão | Não jogou devido a lesão | Não jogou devido a lesão | Não jogou devido a lesão | Não jogou devido a lesão | Não jogou devido a lesão | Não jogou devido a lesão | Não jogou devido a lesão | Não jogou devido a lesão | Não jogou devido a lesão | Não jogou devido a lesão | Não jogou devido a lesão |
| 2018  | MIA   | 11                       | 11                       | 176                      | 274                      | 64,2%                    | 1 979                    | 7,2                      | 17                       | 9                        | 92,7                     | 32                       | 145                      | 4,5                      | 0                        |
| 2019  | TEN   | 12                       | 10                       | 201                      | 286                      | 70,3%                    | 2 742                    | 9,6                      | 22                       | 6                        | 117,5                    | 43                       | 185                      | 4,3                      | 4                        |
| 2020  | TEN   | 16                       | 16                       | 315                      | 481                      | 65,5%                    | 3 819                    | 7,9                      | 33                       | 7                        | 106,5                    | 43                       | 266                      | 6,2                      | 7                        |
| 2021  | TEN   | 17                       | 17                       | 357                      | 531                      | 67,2%                    | 3 734                    | 7,0                      | 21                       | 14                       | 89,6                     | 55                       | 270                      | 4,9                      | 4                        |
| 2022  | TEN   | 12                       | 12                       | 212                      | 325                      | 65,2%                    | 2 536                    | 7,8                      | 13                       | 6                        | 94,6                     | 34                       | 98                       | 2,9                      | 2                        |
| 2023  | TEN   | 10                       | 8                        | 149                      | 230                      | 64,8%                    | 1 616                    | 7,0                      | 4                        | 7                        | 78,5                     | 17                       | 74                       | 4,4                      | 1                        |
| Total | Total | 155                      | 151                      | 3 063                    | 4 534                    | 64,3%                    | 34 881                   | 7,3                      | 216                      | 115                      | 91,2                     | 440                      | 2 103                    | 4,8                      | 27                       |

### Recordes da franquia
| Recordes                                              | Estatística | Temporada   | Notas                      |
| ----------------------------------------------------- | ----------- | ----------- | -------------------------- |
| Mais jardas em uma única temporada                    | 392         | 2014        |                            |
| Mais jardas em uma temporada de estreia               | 282         | 2012        |                            |
| Maior porcentagem de conclusão                        | 62.2%       | 2012 a 2016 |                            |
| Maior porcentagem de conclusão em uma única temporada | 66.4%       | 2014        | (Min. 500 tentativas)      |
| Mais jardas em uma temporada de estreia               | 3,294       | 2012        |                            |
| Mais passes tentado na temporada de estreia           | 484         | 2012        |                            |
| Mais longa corrida por um quarterback                 | 48 jardas   | 2013        |                            |
| Mais longa corrida por um quarterback novato          | 31 jardas   | 2012        |                            |
| Maior sequência de passes concluidos                  | 25          | 2015        | (Também um recorde da NFL) |

## Vida pessoal
Tannehill se graduou com uma licenciatura em biologia, em Maio de 2011, e tinha planejado se tornar um cirurgião ortopédico especializado em lesões no joelho.
Tannehill e sua mulher, Lauren, a quem ele conheceu em Panama City, Flórida, em 2009, se casaram em janeiro de 2012. Eles tem dois filhos juntos.

## Ligações Externas
- Texas A&M biografia
- Miami Dolphins bio
- ESPN perfil e estatísticas do jogador